# Закеров, Наиль Набиулович
Наиль Набиулович Закеров (28 октября 1959, Москва, РСФСР, СССР) — российский футболист и игрок в мини-футбол. Более всего известен выступлениями за московскую «Дину» и сборную России по мини-футболу.

## Биография
Воспитанник футбольной школы ЦСКА. Играл в футбол во Второй лиге СССР за тольяттинское «Торпедо», ростовский «Ростсельмаш», красногорский «Зоркий» и мытищинское «Торпедо».
В 1991 году дебютировал в мини-футболе за алданский «Металлург», с которым стал серебряным призёром чемпионата СССР. Затем перешёл в московскую «Дину», в которой и провёл всю оставшуюся карьеру, выиграв множество различных трофеев. Закеров стал чемпионом СНГ, семикратным чемпионом России и обладателем Кубка России, дважды брал Кубок Высшей лиги, а на международной арене побеждал в Турнире европейских чемпионов и Межконтинентальном кубке.
Сыграл 27 матчей и забил 9 мячей за сборную России по мини-футболу. В её составе стал обладателем серебряных медалей чемпионата Европы 1996 года. Также входил в состав сборной России, выступавшей на чемпионате мира 1992 года.
Завершив игровую карьеру, перешёл на тренерскую работу. Возглавлял клубы «Тюмень» и «Актюбрентген», работал старшим тренером в «Дине» и ЦСКА. С 2008 года является старшим тренером московского клуба «Динамо-Ямал».

## Достижения
В клубах
- Обладатель Кубка РСФСР: 1980
- Чемпион СНГ: 1992
- Чемпион России (7): 1992/93, 1993/94, 1994/95, 1995/96, 1996/97, 1997/98, 1998/99
- Серебряный призёр чемпионата СССР: 1991
- Обладатель Кубка России (7): 1992, 1993, 1995, 1996, 1997, 1998, 1999
- Обладатель Кубка Высшей лиги (2): 1993, 1995
- Победитель Турнира европейских чемпионов (2): 1995, 1997
- Обладатель Межконтинентального кубка: 1997

В сборной
- Серебряный призёр чемпионата Европы: 1996